# Kuoka krótkoogonowa
Kuoka krótkoogonowa (Setonix brachyurus) – gatunek ssaka z podrodziny kangurów (Macropodinae) w obrębie rodziny kangurowatych (Macropodidae). 

## Taksonomia
Gatunek po raz pierwszy zgodnie z zasadami nazewnictwa binominalnego opisali w 1830 roku francuscy przyrodnicy – Jean René Constant Quoy i Joseph Paul Gaimard – nadając mu nazwę Kangarus brachyurus. Miejsce typowe to Zatoka Króla Jerzego w australijskim stanie Australia Zachodnia. Holotyp to zamontowana skóra i czaszka dorosłej samicy (sygnatura MNHN 1990-399) z kolekcji Muzeum Historii Naturalnej w Paryżu; okaz typowy zebrany przez autorów opisu w październiku 1826 roku. Jedyny przedstawiciel rodzaju kuoka (Setonix), który zdefiniował w 1842 roku francuski zoolog René Lesson.
Autorzy Illustrated Checklist of the Mammals of the World uznają ten gatunek za monotypowy.

### Etymologia
- Setonix: łac. saeta lub seta „szczecina”; gr. ονυξ onux, ονυχος onukhos „pazur, paznokieć”[12].
- brachyurus: gr. βραχυς brakhus „krótki”; -ουρος -ouros „-ogonowy”, od ουρα oura „ogon”[13].

## Zasięg występowania
Kuoka krótkoogonowa występuje nieregularnie w południowo-zachodniej Australii Zachodniej od wschodniej części Perth do Stirling Range i Green Range na wschód od Albany; także wyspy Rottnest i Bald.

## Morfologia
Długość ciała (bez ogona) samic 39–50 cm, samców 43–54 cm, długość ogona samic 23,5–28,5 cm, samców 25–31 cm; masa ciała samic 1,6–3,5 kg, samców 2,7–4,2 kg. Jej futro jest gęste, długie, szarobrązowe na głowie, rude na karku.

## Ekologia
Kuoka krótkoogonowa zamieszkuje lasy mangrowe. Prowadzi nocny, ziemny tryb życia, dzień spędzając w gęstych zaroślach. Na kontynencie żyją w grupach składających się z 12-36 osobników, natomiast na wyspie Rottnest zaobserwowano grupy liczące nawet 150 zwierząt. Jedna grupa zajmuje obszar około 6 ha.
Jest roślinożercą. Kuoki mogą wytrzymać tygodnie bez jedzenia, żywiąc się tłuszczem zgromadzonym w ich ogonach. Potrafią połykać pokarm, a następnie go zwracać i zjadać ponownie. Kuoki krótkoogonowe żyją około 5-10 lat, jednak w niewoli dożywają nawet do 14 lat.

## Rozmnażanie
Okres godowy trwa głównie od stycznia do marca. Podczas kopulacji zostaje zapłodnionych wiele komórek jajowych, jednak tylko z jednej rozwija się zarodek. Ciąża trwa około miesiąca, po porodzie młode pozostaje w torbie matki przez około pół roku. Jeżeli nie przeżyje, z jednej z pozostałych zapłodnionych komórek rozwija się kolejny embrion.

## Status zagrożenia
W Czerwonej księdze gatunków zagrożonych Międzynarodowej Unii Ochrony Przyrody i Jej Zasobów został zaliczony do kategorii VU (ang. vulnerable ‘narażony’). Głównym zagrożeniem dla nich, prócz człowieka, są lisy (Vulpes vulpes) oraz dingo. Zdąża się również, że są atakowane przez udomowione psy i koty.